# Río Saline (Kansas)
El río Saline (del inglés: Saline River) es un río de la parte central de los Estados Unidos, uno de los principales afluentes del río Smoky Hill, a su vez afluente del río Kansas y éste del río Misuri. Tiene una longitud de 459 km —aunque con el ramal South Fork Saline alcanza los 639 km— y drena una cuenca de 8.855  km² (similar a Puerto Rico).
Administrativamente, el río discurre íntegramente por el estado de Kansas.

## Geografía
El río Saline nace en la parte centroocidental del estado de Kansas. Discurre en todo su curso en dirección este, ligeramente hacia el sur, hasta desaguar en el río Smoky Hill cerca de la localidad homónima de Salina. El río es un típico río de llanura, con un curso muy sinuoso con muchas curvas y cerrados meandros. 
En sus orillas apenas hay ciudades y localidades de importancia, siendo la principal en su curso alto Fairport. A mitad de recorrido, el río llega al gran embalse de Wilson, y aguas abajo, pasa por Sylvan Grove (324 hab. en 2000)), Vesper, Lincoln (1.349 hab.), Shady Bend, Beverly (199 hab.), Tescott (339 hab.), Culver (164 hab.), Marydel y New Cambria (150 hab.), ya en la desembocadura con el Smoky Hill. Casi en la confluencia entre ambos ríos, aguas arriba, en la ribera del Smoky Hill, está la ciudad de Salina (45.679 hab. en 2000). 
El río es conocido por estar no salinizado cerca de Salt Creek, en el condado de Russell. El río, de acuerdo con el Servicio Geológico de Estados Unidos, tiene "poco" movimiento y el lecho del río está formado de arena y barro.

## Condados a lo largo del curso
El río Saline discurre por los siguientes condados de Kansas: Thomas, Sheridan, Graham, Trego, Ellis, Russell, Lincoln, Ottawa y Saline.

## Historia
La existencia de esta vía navegable se registró el 18 de octubre de 1724, por Etienne Venyard de Bourgmont. En ese momento, los indios Padouca se encontraban cerca de sus riberas. En 1817, a esa corriente se le denomina «Grand Saline». En 1857, se referían al río como «Grand Saline Fork».